# Samuel C. Crafts
Samuel Chandler Crafts, född 6 oktober 1768 i Woodstock, Connecticut, död 19 november 1853 i Craftsbury, Vermont, var en amerikansk politiker. Han representerade delstaten Vermont i båda kamrarna av USA:s kongress, först i representanthuset 1817–1825 och sedan i senaten 1842–1843. Han var guvernör i Vermont 1828–1831.
Crafts utexaminerades 1790 från Harvard. Han flyttade 1791 till Vermont med sin far som grundade staden Craftsbury. Crafts tjänstgjorde länge som domare i Orleans County, Vermont. Han var först demokrat-republikan och blev invald i representanthuset i kongressvalet 1816. Han omvaldes tre gånger. Crafts bytte parti till Nationalrepublikanska partiet och efterträdde 1828 Ezra Butler som guvernör. Han efterträddes 1831 av William A. Palmer från Anti-Masonic Party.
Crafts gick sedan med i Whigpartiet. Senator Samuel Prentiss avgick 1842 och efterträddes av Crafts. Han efterträddes följande år av William Upham.
Crafts avled 1853. Hans grav finns på Craftsbury Common Cemetery i Orleans County.